# Niklaus Starck
Niklaus «Niggi» Starck (* 21. Mai 1956 in Basel) ist ein Schweizer Autor.

## Leben
Niklaus Starck wuchs in Basel auf, absolvierte eine Ausbildung zum Bankkaufmann und war 13 Jahre lang im Personalwesen von Grossbanken in Basel und Zürich tätig, bevor er 1994 als selbständiger Unternehmensberater und Manager auf Zeit für private und öffentliche Organisationen und Institutionen tätig wurde. Im Militär war Niklaus Starck Oberst und Kommandant des Stadtbasler Infanterieregiments 22 von 1998 bis 2000.
Um die Jahrtausendwende herum zog er sich in die Südschweiz zurück, wo er zu malen und schreiben begann und die Arbeit am Tessiner Kulturportal Ticinarte aufnahm; dort ist er journalistisch tätig. Starck schreibt Biografien, Chroniken, Kurzgeschichten, Auto- und Kochbücher. Er tritt zudem als Herausgeber von in Vergessenheit geratenen Texten von Kulturschaffenden auf, die im Kanton Tessin, im Schwarzbubenland und anderswo gelebt und gewirkt haben (Porzio-Verlag, Breitenbach).

## Werke

### Autobücher
- Jürg D. Toffol: Ein Brevier für Auto- und andere Freunde. Porzio, Basel/Ascona 2008.
- Pantheon Basel, Forum für Oldtimer. Pantheon, Basel 2010.

### Biografien/Chroniken/Sachbücher
- (mit Wendi Briner und Felix Wenger) Der Dienst am Büchlein: Chronik Füs Bat 99, 1915 bis 1994. Privatdruck, 1994.
- 100 Jahre Vincentianum AG, 1897–1997. Vincentianum, Basel 1997.
- (Hrsg.) Charlotte Bara, Ascona: Leben und Tanz, San Materno. Faksimile der Bara-Biografie von Peter P. Riesterer. Porzio, Basel/Ascona 2010, ISBN 978-3-9523706-0-5.
- Peter P. Riesterer. Kein typischer Tessiner. Eine illustrierte Biografie. Porzio, Basel/Ascona 2010, ISBN 978-3-9523706-1-2.
- (Hrsg.) Liebesbriefe an den Tessin, geschrieben von Jo Mihaly. Porzio, Basel/Ascona 2011, ISBN 978-3-9523706-2-9.
- Jo Mihaly und die Würde des Menschen. Eine illustrierte Biografie. Porzio, Basel/Ascona 2011.
- (Hrsg.) Aerodromo Ascona. Kuriose Geschichte – illustre Gäste. Porzio, Breitenbach/Ascona 2012.
- Unter der Tessiner Sonne. Ein Führer zu besonderen Grabstätten. Porzio, Breitenbach/Ascona 2013.
- Unzertrennlich in Brissago. Die Biografien zweier kreativer Frauen – Betty Wehli-Knobel und Verena Knobel. Porzio, Breitenbach/Ascona 2014.
- Das Marionettentheater von Ascona, 1937–1960, eine Homage an Jakob Flach und seine Künstlerfreundinnen und -freunde. Porzio, Breitenbach/Ascona 2014.
- Circolo Verbano, die Maler von Ronco sopra Ascona. Porzio, Breitenbach/Ascona 2015.
- Ascona 1977, ein illusteres Jahrbuch. Porzio, Breitenbach/Ascona 2016.
- Samuel und die Henzi von Seewen, eine Familiengeschichte. Porzio, Breitenbach/Ascona 2016, Privatdruck.
- (Hrsg.) Briefe über ein schweizerisches Hirtenland, von Karl Viktor von Bonstetten, 1782, Faksimiledruck mit Transkription. Porzio, Breitenbach/Ascona 2017.
- Centovalli, durch 100 Täler, über 100 Brücken, vorbei an 100 Kapellen. Porzio, Breitenbach/Ascona 2017.
- Das Rohr in Breitenbach SO, ein historischer Spaziergang. Porzio, Breitenbach/Ascona 2017.
- Wege und Steine, besondere Freilichtmuseen im Laufental. Porzio, Breitenbach 2018.
- ZePa-Chronik, vom Bezirksspital Thierstein zum Zentrum Passwang, 1929–2019, Chronik über 90 Jahre, Rückblicke, Ausblicke und Geschichten. Porzio, Breitenbach 2019.

### Kochbücher
- Eine Sache des Herzens, Hotel Waldhaus Sils-Maria. Privatdruck, 2001, ISBN 3-9522374-0-X.
- La Vita, Zwischenhalt im Tessin, Bilder und Rezepte. Porzio, Basel/Ronco sopra Ascona 2006.
- Terra nostrana – alte Bilder, alte Geschichten und alte Rezepte aus dem Tessin. 2. Auflage, Porzio, Breitenbach/Ascona 2014.